# Minister für Nachrichtendienste (Israel)
Das israelische Ministerium für Nachrichten- und Geheimdienste, Militärnachrichtendienst und Militärgeheimdienst (hebräisch השר לענייני מודיעין, HaSsar L'Injanej Modi'in), war früher bekannt als Ministerium für Nachrichtendienst, militärische Aufklärung und Atomenergie. Das Amt im heutigen Zuschnitt wurde am 6. Mai 2009 geschaffen.
Das Ministerium ist zuständig für Nachrichten- und Geheimdienste, Militärnachrichtendienst und Militärgeheimdienst sowie militärische Aufklärung, obwohl die Geheimdienste Shin Bet und Mossad direkt dem Premierminister unterstellt und der Nachrichtendienst Aman direkt dem Zahal und dem Verteidigungsministerium zugeordnet ist. Ein anderer zusätzlicher Faktor für Nachrichtendienste und militärische Aufklärung ist das Zentrum für politische Forschung, das dem Auslandsministerium zugeordnet ist.

## Liste der Minister
| Minister       | Partei                  | Regierung | Amtsdauer                    |
| -------------- | ----------------------- | --------- | ---------------------------- |
| Dan Meridor    | Likud                   | 32.       | 6. Mai 2009 – 18. März 2013  |
| Yuval Steinitz | Likud Jisra’el bejtejnu | 33.       | 18. März 2013 – 14. Mai 2015 |
| Israel Katz    | Likud                   | 34.       | 14. Mai 2015 – 17. Mai 2020  |
| Eli Cohen      | Likud                   | 35.       | 17. Mai 2020 – 13. Juni 2021 |
| Elazar Stern   | Jesch Atid              | 36.       | 13. Juni 2021–2022           |
| Gila Gamliel   | Likud                   | 37.       | seit 29. Dezember 2022       |